# Arcidiocesi di Cáceres

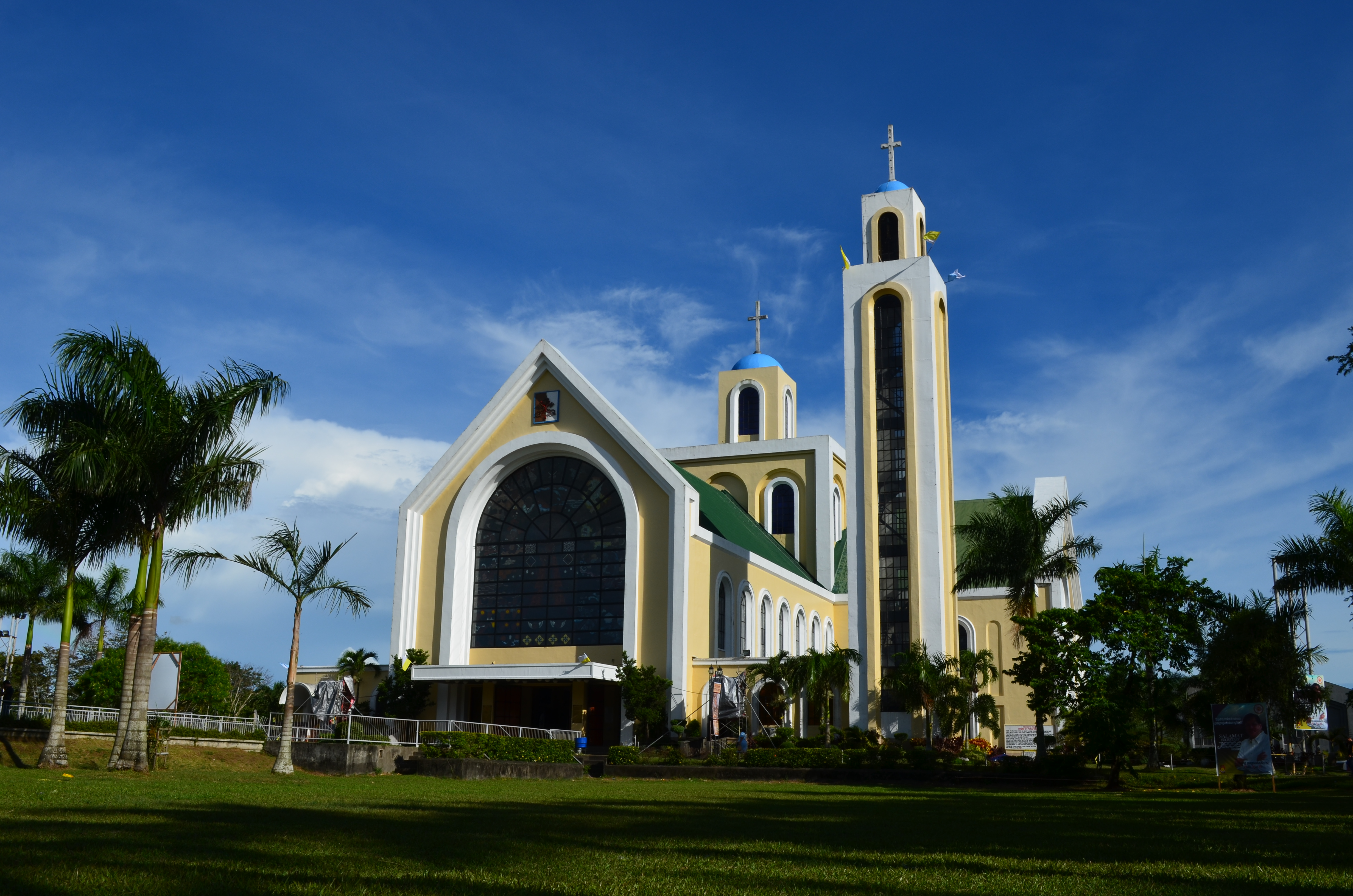
Il santuario e basilica minore di Nostra Signora di Peñafrancia.

L'arcidiocesi di Cáceres (in latino Archidioecesis Cacerensis) è una sede metropolitana della Chiesa cattolica nelle Filippine. Nel 2021 contava 1.903.279 battezzati su 1.952.544 abitanti. È retta dall'arcivescovo Rex Andrew Clement Alarcon.

## Territorio
L'arcidiocesi comprende la parte centro-orientale della provincia filippina di Camarines Sur (distretti III, IV e V); il resto della provincia appartiene alla diocesi di Libmanan.
Sede arcivescovile è la città di Naga City (chiamata un tempo Nueva Cáceres), dove si trova la cattedrale di San Giovanni evangelista. Nella stessa città sorge anche il santuario e basilica minore di Nostra Signora di Peñafrancia.
Il territorio si estende su 3.207 km² ed è suddiviso in 92 parrocchie, raggruppate in 15 vicariati.

### Provincia ecclesiastica
La provincia ecclesiastica di Cáceres, istituita nel 1951, comprende le seguenti suffraganee:
- la diocesi di Legazpi, eretta il 29 giugno 1951;
- la diocesi di Sorsogon, eretta il 29 giugno 1951;
- la diocesi di Masbate, eretta il 23 marzo 1968;
- la diocesi di Daet, eretta il 27 maggio 1974;
- la diocesi di Virac, eretta il 27 maggio 1974;
- la diocesi di Libmanan, eretta come prelatura territoriale il 9 dicembre 1989 ed elevata al rango di diocesi il 25 marzo 2009.

La provincia ecclesiastica si estende sulle province civili filippine di Albay, Sorsogon, Masbate, Camarines Norte, Camarines Sur e Catanduanes che costituiscono la regione di Bicol.

## Storia
La diocesi di Cáceres fu eretta il 14 agosto 1595 con la bolla Super specula militantis Ecclesiae di papa Clemente VIII, ricavandone il territorio dalla diocesi di Manila. Nel contempo la diocesi di Manila fu elevata ad arcidiocesi e la diocesi di Cáceres ne divenne suffraganea.
Il 10 aprile 1910 ha ceduto una porzione di territorio a vantaggio dell'erezione della diocesi di Lipa (oggi arcidiocesi).
Il 29 giugno 1951 ha ceduto porzioni del suo territorio a vantaggio dell'erezione delle diocesi di Legazpi e di Sorsogon e contestualmente è stata elevata al rango di arcidiocesi metropolitana mediante la bolla Quo in Philippina di papa Pio XII.
Il 27 maggio 1974 e il 9 dicembre 1989 ha ceduto ulteriori porzioni del suo territorio a vantaggio dell'erezione rispettivamente della diocesi di Daet e della prelatura territoriale di Libmanan (oggi diocesi).

## Cronotassi dei vescovi
Si omettono i periodi di sede vacante non superiori ai 2 anni o non storicamente accertati.
- Luis Maldonado, O.F.M. † (30 agosto 1595 - ? deceduto)
- Francisco Ortega, O.S.A. † (13 settembre 1599 - 1602 deceduto)
- Baltazar de Cobarrubias y Múñoz, O.S.A. † (13 gennaio 1603 - 6 giugno 1605 nominato vescovo di Antequera)
- Pedro de Godínez, O.F.M. † (12 dicembre 1605 - ? deceduto)
- Pedro Matias, O.F.M. † (17 settembre 1612 - ? deceduto)
- Diego Guevara, O.S.A. † (3 agosto 1616 - 1621 deceduto)
  - Sede vacante (1621-1624)
- Luis de Cañizares, O.M. † (1º luglio 1624 - 19 giugno 1628 nominato vescovo coadiutore di Comayagua)
- Francisco Zamudio y Abendano, O.S.A. † (10 luglio 1628 - 1639 deceduto)
  - Sede vacante (1639-1659)
  - Nicolas de Zaldivar y Zapata, O.S.A. † (2 maggio 1644 - 1646 deceduto) (vescovo eletto)
- Antonio de San Gregorio, O.F.M. † (17 novembre 1659 - circa 1661 deceduto)
  - Sede vacante (1661-1685)
  - Balthasar de Herrera de Jesús, O.S.A. † (1671 o 1674 - 2 settembre 1675 deceduto) (vescovo eletto)
- Andrés González, O.P. † (10 settembre 1685 - 14 febbraio 1709 deceduto)
  - Sede vacante (1709-1718)
- Domingo de Valencia † (10 gennaio 1718 - 21 giugno 1719 deceduto)
  - Sede vacante (1719-1724)
- Felipe Molina Figueroa † (20 novembre 1724 - 1º maggio 1738 deceduto)
- Isidro de Arevalo † (29 agosto 1740 - 1751 deceduto) 
  - Sede vacante (1751-1754)
- Manuel Matos, O.F.M.Disc. † (11 febbraio 1754 - 1765 o 19 febbraio 1768 deceduto)
- Antonio Luna, O.F.M.Disc. † (19 dicembre 1768 - 16 aprile 1773 deceduto)
  - Sede vacante (1773-1778)
- Juan Antonio Gallego Orbigo, O.F.M.Disc. † (14 dicembre 1778 - 15 dicembre 1788 nominato arcivescovo di Manila)
- Domingo Collantes, O.P. † (15 dicembre 1788 - 23 luglio 1808 deceduto)
  - Sede vacante (1808-1816)
- Bernardo de la Inmaculada Concepción García Hernández (Fernández Perdigón), O.F.M. † (23 settembre 1816 - 9 ottobre 1829 deceduto)
- Juan Antonio Lillo, O.F.M † (28 febbraio 1831 - 3 dicembre 1840 deceduto)
  - Sede vacante (1840-1846)
- Vicente Barreiro y Pérez, O.S.A. † (19 gennaio 1846 - 14 aprile 1848 nominato vescovo di Nueva Segovia)
- Manuel Grijalvo Mínguez † (14 aprile 1848 - 13 novembre 1861 deceduto)
- Francisco Gainza Escobás, O.P. † (25 settembre 1862 - 31 luglio 1879 deceduto)
- Casimiro Herrero Pérez, O.S.A. † (1º ottobre 1880 - 12 novembre 1886 deceduto)
- Arsenio del Campo y Monasterio, O.S.A. † (25 novembre 1887 - 20 luglio 1903 dimesso[3])
  - Sede vacante (1903-1910)
- John Bernard MacGinley † (2 aprile 1910 - 24 marzo 1924 nominato vescovo di Monterey-Fresno)
- Francisco Javier Reyes † (20 giugno 1925 - 15 dicembre 1937 deceduto)
- Pedro Paulo Santos Songco † (21 maggio 1938 - 6 aprile 1965 deceduto)
- Teopisto Valderrama Alberto † (6 aprile 1965 succeduto - 20 ottobre 1983 dimesso)
- Leonard Zamora Legaspi, O.P. † (20 ottobre 1983 - 8 settembre 2012 ritirato)
- Rolando Joven Tria Tirona, O.C.D. (8 settembre 2012 - 22 febbraio 2024 ritirato)
- Rex Andrew Clement Alarcon, dal 22 febbraio 2024

## Statistiche
L'arcidiocesi nel 2021 su una popolazione di 1.952.544 persone contava 1.903.279 battezzati, corrispondenti al 97,5% del totale.
| anno | popolazione | popolazione | popolazione | presbiteri | presbiteri | presbiteri | presbiteri                | diaconi | religiosi | religiosi | parrocchie |
| anno | battezzati  | totale      | %           | numero     | secolari   | regolari   | battezzati per presbitero | diaconi | uomini    | donne     | parrocchie |
| ---- | ----------- | ----------- | ----------- | ---------- | ---------- | ---------- | ------------------------- | ------- | --------- | --------- | ---------- |
| 1950 | 1.583.137   | 1.666.459   | 95,0        | 219        | 196        | 23         | 7.228                     |         | 15        | 69        | 110        |
| 1958 | 773.119     | 810.000     | 95,4        | 113        | 92         | 21         | 6.841                     |         | 29        | 61        | 55         |
| 1969 | 1.082.187   | 1.159.744   | 93,3        | 126        | 106        | 20         | 8.588                     |         | 22        | 103       | 65         |
| 1980 | 1.136.000   | 1.201.000   | 94,6        | 127        | 116        | 11         | 8.944                     |         | 24        | 120       | 54         |
| 1990 | 809.206     | 914.254     | 88,5        | 125        | 113        | 12         | 6.473                     |         | 18        | 126       | 40         |
| 1999 | 1.026.545   | 1.140.606   | 90,0        | 152        | 132        | 20         | 6.753                     |         | 72        | 145       | 59         |
| 2000 | 1.044.202   | 1.160.224   | 90,0        | 156        | 136        | 20         | 6.693                     |         | 70        | 144       | 60         |
| 2001 | 1.076.353   | 1.180.296   | 91,2        | 158        | 137        | 21         | 6.812                     |         | 84        | 144       | 60         |
| 2002 | 1.097.289   | 1.179.881   | 93,0        | 168        | 142        | 26         | 6.531                     |         | 95        | 119       | 62         |
| 2003 | 1.128.275   | 1.200.293   | 94,0        | 178        | 147        | 31         | 6.338                     |         | 92        | 153       | 62         |
| 2004 | 1.156.277   | 1.214.576   | 95,2        | 161        | 136        | 25         | 7.181                     |         | 101       | 333       | 66         |
| 2006 | 1.183.033   | 1.253.348   | 94,4        | 189        | 168        | 21         | 6.259                     |         | 79        | 254       | 73         |
| 2010 | 1.247.000   | 1.288.000   | 96,8        | 227        | 197        | 30         | 5.493                     |         | 139       | 240       | 80         |
| 2012 | 1.296.000   | 1.339.000   | 96,8        | ?          | ?          | 27         | ?                         |         | 137       | 226       | 88         |
| 2013 | 1.418.179   | 1.486.144   | 95,4        | 223        | 199        | 24         | 6.359                     |         | 120       | 245       | 89         |
| 2016 | 1.686.930   | 1.772.300   | 95,2        | 187        | 163        | 24         | 9.021                     |         | 151       | 244       | 92         |
| 2019 | 1.769.130   | 1.860.000   | 95,1        | 185        | 162        | 23         | 9.562                     |         | 120       | 258       | 93         |
| 2021 | 1.903.279   | 1.952.544   | 97,5        | 192        | 173        | 19         | 9.912                     |         | 82        | 180       | 92         |